# Achtste klasse
De achtste klasse werd in het seizoen 1996/97 ingevoerd als gevolg van de grote reorganisatie bij de KNVB waarbij de toenmalige onderbonden werden opgeheven en Nederland (voor vijf seizoenen) in negen districten werd verdeeld. Deze klasse was de laagste klasse van het Nederlandse amateurvoetbal en de op acht na hoogste. Alleen het zondag district West I (toen er nog negen districten bestonden) had een achtste klasse. En bestond elk seizoen uit twee competities. Na het seizoen 2000/01 werden de districten terug gebracht naar zes en verdween ook daarmee de achtste klasse.
De kampioen en de nummer twee van de achtste klasse konden promoveren naar de zevende klasse. Ze waren dit niet verplicht. Het was niet mogelijk uit deze achtste klasse te degraderen (wel kon een club zich terugtrekken en in de Reserve klasse uitkomen).
|          | Midden | West-I  | West-II | West-III | West-IV | Zuid-I | Zuid-II | Oost | Noord |
| -------- | ------ | ------- | ------- | -------- | ------- | ------ | ------- | ---- | ----- |
| Zaterdag |        |         |         |          |         |        |         |      |       |
| Zondag   |        | 2000/01 |         |          |         |        |         |      |       |

N.B. De jaartallen geven het laatste seizoen aan waarin de Achtste klasse in het desbetreffende district werd gehanteerd.
Na het seizoen 2000/01 werden de negen districten teruggebracht tot de huidige zes.
Bekers:
KNVB beker (amateurs) · Super Cup (amateurs) · Districtsbekers
Niveaus:
Tweede divisie · Derde divisie · Vierde divisie · 1e klasse · 2e klasse · 3e klasse · 4e klasse · 5e klasse · 6e klasse · 7e klasse · 8e klasse